# Ole Erevik

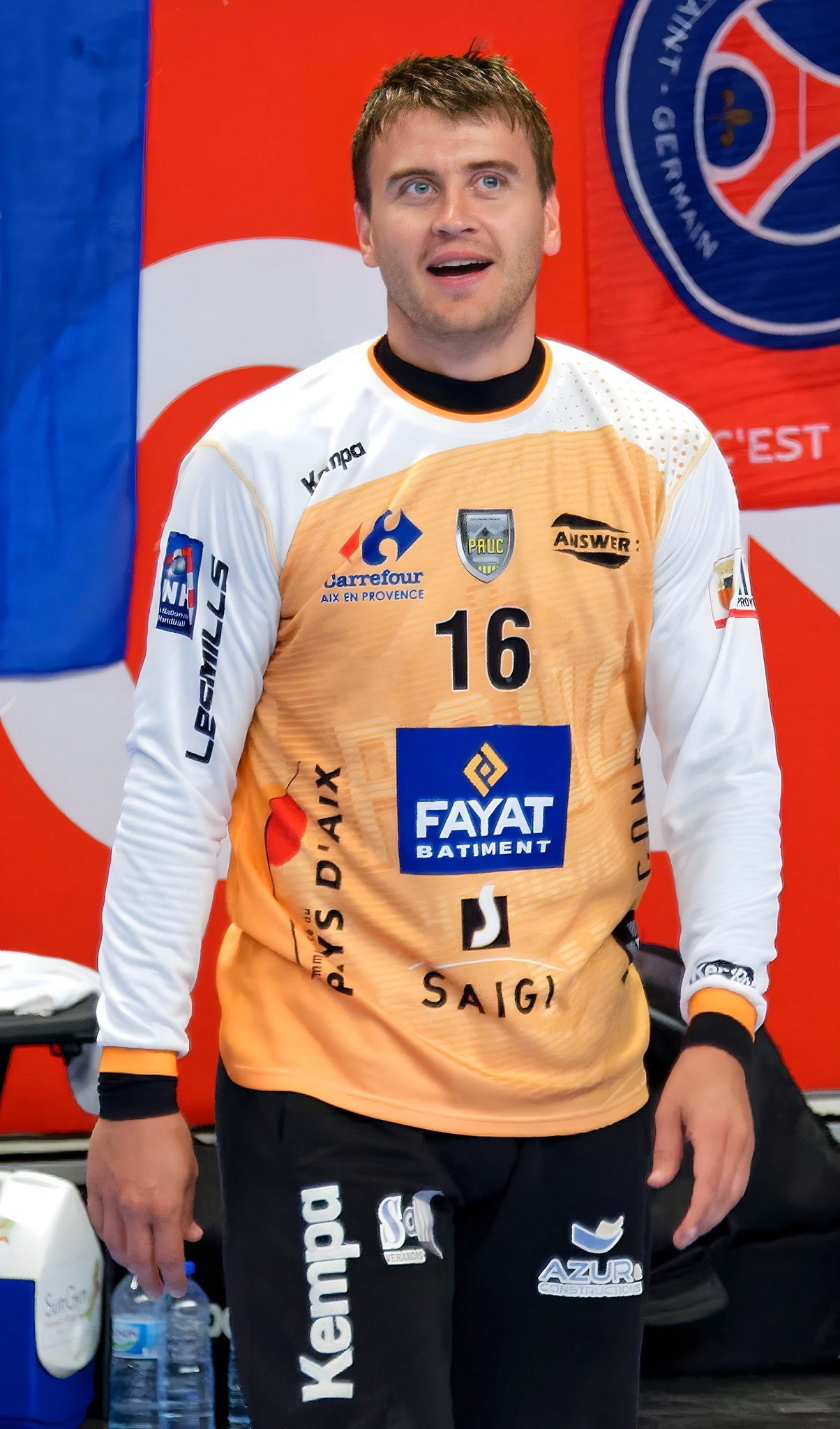
Ole Erevik, 2016.

Ole Erevik, född 9 januari 1981 i Stavanger, är en norsk tidigare handbollsmålvakt. Han spelade 184 landskamper för Norges landslag, från 2001 till 2017.

## Klubbar
- Stavanger Håndball (2000–2004)
- CB Ademar León (2004–2005)
- Bidasoa Irún (2005–2007)
- SC Magdeburg (2007–2008)
- KIF Kolding (2008–2011)
- Aalborg Håndbold (2011–2015)
- Pays d'Aix UC (2015–2017)
- GOG Håndbold (2017–2019)